# Liste von Penguin Classics
Die Liste von Penguin Classics ist eine alphabetisch nach Titeln sortierte Liste von Büchern, die in der Buchreihe der Penguin Classics veröffentlicht wurden. Im Jahr 1996 veröffentlichte Penguin Books als Taschenbuch A Complete Annotated Listing of Penguin Classics and Twentieth-Century Classics ISBN 0-14-771090-1. Dieser Artikel verzeichnet Ausgaben in den Reihen: black label (1970er), colour-coded spines (1980er) und die neuesten Ausgaben (2000er). Die Liste erhebt keinen Anspruch auf Aktualität oder Vollständigkeit.

## Übersicht (nach Titeln)

### A
- The Absentee von Maria Edgeworth
- According to Mark von Penelope Lively
- Adam Bede von George Eliot
- Adolphe von Benjamin Constant
- The Adventures of Augie March von Saul Bellow
- The Adventures of David Simple von Sarah Fielding
- The Adventures of Huckleberry Finn von Mark Twain
- The Adventures of Roderick Random von Tobias Smollett
- The Adventures of Sherlock Holmes von Arthur Conan Doyle
- The Adventures of Tom Sawyer von Mark Twain
- The Aeneid von Virgil
- African Myths of Origin
- Against Nature von Joris-Karl Huysmans
- Against Slavery: An Abolitionist Reader
- Agapē Agape von William Gaddis
- The Age of Alexander von Plutarch
- The Alexiad von Anna Comnena
- The Age of Bede (Bede's Life of Cuthbert and Lives of the Abbots of Wearmouth and Jarrow; Eddiuss's Life of Wilfrid; and the Voyage of St. Brendan)
- The Age of Innocence von Edith Wharton
- Agnes Grey von Anne Brontë
- The Agricola von Tacitus
- Alcestis, Hippolytus and Iphigenia in Tauris von Euripides
- The Aleph and Other Stories von Jorge Luis Borges
- Alfred the Great: Including Asser's Life of King Alfred
- Alice's Adventures in Wonderland von Lewis Carroll
- All My Sons von Arthur Miller
- Along This Way von James Weldon Johnson
- The Amateur Emigrant von Robert Louis Stevenson
- The Ambassadors von Henry James
- America and Americans and Selected Nonfiction von John Steinbeck
- The American von Henry James
- American Indian Stories, Legends, and Other Writings von Zitkala-Ša
- American Notes for General Circulation von Charles Dickens
- American Places von Wallace und Page Stegner
- Amerika von Franz Kafka
- The Analects von Confucius
- Ancrene Wisse: A Guide for Anchoresses
- Andromache, Britannicus and Berenice von Jean Racine
- Angle of Repose von Wallace Stegner
- Animal Farm von George Orwell
- Ann Veronica von H. G. Wells
- Anna Karenina von Leo Tolstoy
- The Annals of Imperial Rome von Tacitus
- The Annotated Archy and Mehitabel von Don Marquis
- The Anti-Christ von Friedrich Nietzsche
- Anti-Oedipus von Gilles Deleuze and Félix Guattari
- Anton Reiser von Karl Philipp Moritz
- Aphorisms von Georg Christoph Lichtenberg
- Apologia Pro Vita Sua von John Henry Newman
- An Apology for Raymond Sebond von Michel de Montaigne
- Arabian Sands von Wilfred Thesiger
- Ardhakathanak (A Half Story) von Banarasidas
- Armadale von Wilkie Collins
- Army Life in a Black Regiment and Other Writings von Thomas Wentworth Higginson
- Around the World in Eighty Days von Jules Verne
- Arsène Lupin, Gentleman-Thief von Maurice Leblanc
- The Art of Rhetoric von Aristotle
- The Art of War von Sun Tzu
- The Arthashastra von Kautilya
- Arthurian Romances von Chrétien de Troyes
- As I Crossed the Bridge of Dreams von Lady Sarashina
- Aspects of the Novel von E. M. Forster
- The Aspern Papers von Henry James
- L'Assommoir (The Drinking Den) von Émile Zola
- At Fault von Kate Chopin
- Atalanta in Calydon von Algernon Charles Swinburne
- The Athenian Constitution von Aristotle
- Au Bonheur des Dames von Émile Zola
- Aurora Leigh and Other Poems von Elizabeth Barrett Browning
- Autobiography von Benvenuto Cellini
- Autobiography von Morrissey
- The Autobiography and Other Writings von Benjamin Franklin
- The Autobiography of an Ex-Coloured Man von James Weldon Johnson
- Autobiographies von Charles Darwin
- The Awakening and Selected Stories von Kate Chopin
- The Awkward Age von Henry James

### B
- Babur Nama: Journal of Emperor Babur
- The Bacchae and Other Plays (Ion, The Women of Troy, Helen) von Euripides
- The Barber of Seville von Pierre Beaumarchais
- Barlaam and Josaphat: A Christian Tale of the Buddha von Gui de Cambrai
- Barchester Towers von Anthony Trollope
- Barnaby Rudge von Charles Dickens
- Baudelaire in English
- Bayou Folk von Kate Chopin
- Been Down So Long It Looks Like Up to Me von Richard Fariña
- The Beast Within (La Bête Humaine) von Émile Zola
- The Beggar’s Opera von John Gay
- Behind the Scenes von Elizabeth Keckley
- Bel-Ami von Guy de Maupassant
- The Bell von Iris Murdoch
- Beowulf: A Glossed Text
- Beowulf: A Prose Translation
- Beowulf: A Verse Translation
- The Betrothed von Alessandro Manzoni
- Between Past and Future von Hannah Arendt
- Beyond Good and Evil von Friedrich Nietzsche
- The Bhagavad Gita
- The Bible (King James, Authorized Version of 1611) edited by David Norton
- Billy Budd and Other Tales (including Bartleby, the Scrivener and Benito Cereno) von Herman Melville
- The Birds and Other Plays (The Knights, Peace, The Assemblywomen and Wealth) von Aristophanes
- The Birth of Tragedy von Friedrich Nietzsche
- The Black Arrow von Robert Louis Stevenson
- Black Lamb and Grey Falcon von Rebecca West
- The Black Prince von Iris Murdoch
- The Black Sheep von Honoré de Balzac
- The Black Tulip von Alexandre Dumas
- The Blazing World and Other Writings von Margaret Cavendish
- Bleak House von Charles Dickens
- The Blithedale Romance von Nathaniel Hawthorne
- Blood, Toil, Tears and Sweat: The Great Speeches von Winston Churchill
- Bodily Secrets von William Trevor
- Bonjour Tristesse and A Certain Smile von Françoise Sagan
- The Book of Chuang Tzu
- The Book of the City of Ladies von Christine de Pizan
- The Book of Contemplation: Islam and the Crusades von Usama ibn Munqidh
- The Book of the Courtier von Baldassare Castiglione
- The Book of Dede Korkut
- The Book of Disquiet von Fernando Pessoa
- The Book of Imaginary Beings von Jorge Luis Borges
- The Book of Margery Kempe von Margery Kempe
- The Book of Master Mo von Mo Zi
- The Book of Mormon übersetzt von Joseph Smith, Jr.
- The Bostonians by  Henry James
- The Bounty Mutiny von William Bligh und Edward Christian
- Brand von Henrik Ibsen
- The Bride of Lammermoor von Walter Scott
- Brighton Rock von Graham Greene
- Brigitta and Other Tales von Adalbert Stifter
- Brodie’s Report von Jorge Luis Borges
- The Brothers Karamazov von Fyodor Dostoyevsky
- Buddhist Scriptures
- Burning Bright von John Steinbeck
- A Burnt-Out Case von Graham Greene
- But Gentlemen Marry Brunettes von Anita Loos
- By the Open Sea von August Strindberg

### C
- Caleb Williams von William Godwin
- The Call of Cthulhu and Other Weird Stories von H. P. Lovecraft
- The Call of the Wild, White Fang, and Other Stories von Jack London
- The Campaigns of Alexander von Arrian
- Can You Forgive Her? von Anthony Trollope
- Candide von Voltaire
- Cannery Row von John Steinbeck
- The Canterbury Tales von Geoffrey Chaucer
- The Canterbury Tales: The First Fragment von Geoffrey Chaucer
- Capital, Volume One von Karl Marx
- Captain Blood von Rafael Sabatini
- Captains Courageous von Rudyard Kipling3
- Carpenter’s Gothic von William Gaddis
- The Castle of Otranto von Horace Walpole
- Castle Rackrent von Maria Edgeworth
- Cavalleria Rusticana and Other Stories von Giovanni Verga
- La Celestina (The Spanish Bawd) von Fernando de Rojas
- A Celtic Miscellany übersetzt von Kenneth Hurlstone Jackson
- Chance von Joseph Conrad
- Characters von Jean de la Bruyère
- Charlotte Temple and Lucy Temple von Susanna Rowson
- The Charterhouse of Parma von Stendhal
- Chattering Courtesans and Other Sardonic Sketches von Lucian
- Childhood, Boyhood, Youth von Leo Tolstoy
- A Christmas Carol and Other Christmas Writings von Charles Dickens
- Chronicle of the Narváez Expedition von Álvar Núñez Cabeza de Vaca
- Chronicles von Jean Froissart
- Chronicles of the Canongate von Walter Scott
- Chronicles of the Crusades von Jean de Joinville und Geoffrey of Villehardouin
- Chung Yung
- Cicero's Letters to Atticus von Marcus Tullius Cicero
- The Cid, Cinna, The Theatrical Illusion von Pierre Corneille
- The Cistercian World: Monastic Writings of the Twelfth Century
- City of God von St.Augustine
- Civil Disobedience von Henry David Thoreau
- The Civil War von Julius Caesar
- The Civil Wars von Appian
- Clarissa von Samuel Richardson
- The Classic of Mountains and Seas
- Classical Literary Criticism
- Clotel, or The President's Daughter von William Wells Brown
- The Cloud of Unknowing and Other Works
- Cold Comfort Farm von Stella Gibbons
- Collected Poems von Arthur Rimbaud
- Collected Stories von Vladimir Nabokov
- Colonial American Travel Narratives
- The Comedians von Graham Greene
- The Comedies: Adelphoe, Andria, Eunuchus, Heauton Timorumenos, Hecyra and Phormio von Terence
- The Conquest of Gaul von Julius Caesar
- Common Sense von Thomas Paine
- The Complete Dead Sea Scrolls in English übersetzt von Geza Vermes
- The Complete English Poems von John Donne
- The Complete English Poems von George Herbert
- The Complete Essays von Michel de Montaigne
- The Complete Fables von Aesop
- The Complete Fairy Tales von George MacDonald
- The Complete Odes and Epodes von Horace
- The Complete Plays von Christopher Marlowe
- The Complete Plays, Lenz, and Other Writings von Georg Büchner
- The Complete Poems von William Blake
- The Complete Poems von Samuel Taylor Coleridge
- The Complete Poems von John Keats
- Complete Poems von D. H. Lawrence
- The Complete Poems von Andrew Marvell
- The Complete Poems von John Milton
- Complete Poems von Marianne Moore
- Complete Poems von Dorothy Parker
- The Complete Poems von Christina Rossetti
- The Complete Poems von Jean-Jacques Rousseau
- Complete Short Fiction von Oscar Wilde
- Complete Short Stories von Graham Greene
- Complete Stories von Kingsley Amis
- Complete Stories von Dorothy Parker
- Complete Writings von Phillis Wheatley
- Con Men and Cutpurses: Scenes From the Hogarthian Underworld by Lucy Moore
- The Conference of the Birds von Farid Ud-Din Attar
- A Confession and Other Religious Writings von Leo Tolstoy
- The Confession of a Child of the Century von Alfred de Musset
- Confessions von St. Augustine
- The Confessions von Jean-Jacques Rousseau
- Confessions of an English Opium Eater von Thomas De Quincey
- The Confidence-Man von Herman Melville
- Conjure Tales and Stories of the Colour Line von Charles W. Chesnutt
- A Connecticut Yankee in King Arthur’s Court von Mark Twain
- The Conquest of New Spain von Bernal Díaz del Castillo
- The Consolation of Philosophy von Boethius
- Conversations of Socrates von Xenophon
- The Count of Monte Cristo von Alexandre Dumas
- Count Magnus and Other Ghost Stories von M. R. James
- The Countess of Pembroke's Arcadia von Philip Sidney
- The Country of the Blind and Other Stories von H. G. Wells
- The Country of the Pointed Firs and Other Stories von Sarah Orne Jewett
- Cousin Bette von Honoré de Balzac
- Cousin Phillis von Elizabeth Gaskell
- Cousin Pons von Honoré de Balzac
- Cranford von Elizabeth Gaskell
- Crime and Punishment von Fyodor Dostoyevsky
- Critias von Plato
- The Crucible von Arthur Miller
- The Cruise of the Snark von Jack London
- Cup of Gold von John Steinbeck
- The Curious Case of Benjamin Button and Other Jazz Age Stories von F. Scott Fitzgerald
- The Custom of the Country von Edith Wharton
- Cyrano de Bergerac von Edmond Rostand

### D
- D. H. Lawrence and Italy
- Daddy-Long-Legs von Jean Webster
- Daisy Miller von Henry James
- D'Alembert's Dream von Denis Diderot
- The Damnation of Theron Ware von Harold Frederic
- The Damned von Joris-Karl Huysmans
- Daniel Deronda von George Eliot
- Dangerous Liaisons von Choderlos de Laclos
- Dangling Man von Saul Bellow
- Daphnis and Chloe von Longus
- The Dark Eidolon and Other Fantasies von Clark Ashton Smith
- Dashing Diamond Dick and Other Classic Dime Novels
- David Copperfield von Charles Dickens
- De Anima von Aristotle
- De Profundis and Other Writings von Oscar Wilde
- A Dead Man's Memoir (A Theatrical Novel) von Mikhail Bulgakov
- Dead Souls von Nikolai Gogol
- Dear Enemy von Jean Webster
- Death in Venice and Other Tales von Thomas Mann
- Death of a Hero von Richard Aldington
- The Death of Ivan Ilyich and Other Stories von Leo Tolstoy
- The Death of Jim Loney von James Welch
- The Death of King Arthur (Mort Artu)
- Death of a Salesman von Arthur Miller
- The Decameron von Giovanni Boccaccio
- Decline and Fall von Evelyn Waugh
- The Deerslayer von James Fenimore Cooper
- Democracy in America von Alexis de Tocqueville
- Demons von Fjodor Dostojewski
- Demosthenes and Aeschines (On the Embassy, On the Crown, Against Ctesiphon)
- The Descent of Man von Charles Darwin
- The Description of Wales von Gerald of Wales
- The Desert Fathers: Sayings of the Early Christian Monks
- Despair von Vladimir Nabokov
- Desperate Remedies von Thomas Hardy
- The Devils von Fjodor Dostojewski
- The Dhammapada
- Dialogues Concerning Natural Religion von David Hume
- The Diaries of Samuel Pepys von Samuel Pepys
- The Diary of Lady Murasaki von Murasaki Shikibu
- Diary of a Madman and Other Stories von Nikolai Gogol
- A Dictionary of the English Language: an Anthology von Samuel Johnson
- Difficulties with Girls von Kingsley Amis
- The Digest of Roman Law von Justinian
- Discourse on Inequality von Jean-Jacques Rousseau
- Discourse on Method and Related Writings von René Descartes
- Discourses von Epictetus
- The Discourses von Niccolò Machiavelli
- The Discovery of India von Jawaharlal Nehru
- Dispatches for the New York Tribune von Karl Marx
- The Distracted Preacher and Other Stories von Thomas Hardy
- The Divine Comedy, Volume 1: Hell von Dante Alighieri, übersetzt von Dorothy L. Sayers
- The Divine Comedy, Volume 1: Inferno von Dante Alighieri, übersetzt von Mark Musa
- The Divine Comedy, Volume 1: Inferno von Dante Alighieri, übersetzt von Robin Kirkpatrick
- The Divine Comedy, Volume 2: Purgatorio von Dante Alighieri, übersetzt von Mark Musa
- The Divine Comedy, Volume 2: Purgatorio von Dante Alighieri, übersetzt von Robin Kirkpatrick
- The Divine Comedy, Volume 2: Purgatory von Dante Alighieri, übersetzt von Dorothy L. Sayers
- The Divine Comedy, Volume 3: Paradise von Dante Alighieri, übersetzt von Dorothy L. Sayers and Barbara Reynolds
- The Divine Comedy, Volume 3: Paradiso von Dante Alighieri, übersetzt von Mark Musa
- The Divine Comedy, Volume 3: Paradiso von Dante Alighieri, übersetzt von Robin Kirkpatrick
- Doctor Thorne von Anthony Trollope
- Dr. Wortle's School von Anthony Trollope
- A Dog's Heart von Michail Bulgakow
- A Doll's House and Other Plays (The League of Youth, The Lady From the Sea) von Henrik Ibsen
- Dombey and Son von Charles Dickens
- Domesday Book, übersetzt von Geoffrey Martin
- Domestic Manners of the Americans von Frances Trollope
- Don Juan von Lord Byron
- Don Quixote von Miguel de Cervantes
- Don't Look Now and Other Stories von Daphne du Maurier
- Doveglion: Collected Poems von José Garcia Villa
- Dracula von Bram Stoker
- The Dreams in the Witch House and Other Weird Stories von H. P. Lovecraft
- Dred: A Tale of the Great Dismal Swamp von Harriet Beecher Stowe
- The Drinking Den (L’Assommoir) von Émile Zola

### E
- The Earliest English Poems
- Early American Drama: The Contrast von Royall Tyler, André von William Dunlap, The Indian Princess von James Nelson Barker, The Gladiator von Robert Montgomery Bird, The Drunkard by William Henry Smith, Fashion von Anna Cora Mowatt, Uncle Tom's Cabin von George Aiken, The Octoroon von Dion Boucicault
- Early American Writing
- Early Christian Lives: Life of Antony von Athanasius; Life of Paul of Thebes, Life of Hilarion and Life of Malchus von Hieronymus; Life of Martin of Tours von Sulpicius Severus; Life of Benedict von Gregory the Great
- Early Greek Philosophy
- The Early History of Rome (Books I-V) von Titus Livy
- Early Irish Myths and Sagas
- Early Socratic Dialogues: (Ion, Laches, Lysis, Charmides, Hippias Major, Hippias Minor, Euthydemus) von Plato
- Early Writings von Karl Marx
- East of Eden von John Steinbeck
- The Ecclesiastical History of the English People von Bede
- Ecce Homo von Friedrich Nietzsche
- Edgar Huntly von Charles Brockden Brown
- The Education of Henry Adams von Henry Adams
- Effi Briest von Theodor Fontane
- Egil's Saga
- Egyptian Book of the Dead, übersetzt von E. A. Wallis Budge
- Eichmann in Jerusalem von Hannah Arendt3
- Either/Or von Søren Kierkegaard
- Elective Affinities von Johann Wolfgang von Goethe
- Electra and Other Plays (Ajax, Women of Trachis, Philoctetes) von Sophocles
- The Emigrants von Gilbert Imlay
- Emma von Jane Austen4
- The End of the Affair von Graham Greene
- England Made Me von Graham Greene
- English Romantic Verse
- The Enneads von Plotinus
- Ennui von Maria Edgeworth
- Enquiry Concerning Political Justice von William Godwin
- The Epic of Gilgamesh, prose translation
- The Epic of Gilgamesh, verse translation
- Erewhon von Samuel Butler
- The Erotic Poems (including Amores and Ars amatoria) von Ovid
- An Essay Concerning Humane Understanding von John Locke
- The Essays von Francis Bacon
- Essays von Michel de Montaigne
- Essays von Plutarch
- Essays and Aphorisms von Arthur Schopenhauer
- Essays in Idleness and Hojoki von Kenkō and Chōmei
- Esther von Henry Adams
- Ethan Frome von Edith Wharton
- Eugene Onegin von Alexander Pushkin
- Eugenie Grandet von Honoré de Balzac
- The Europeans von Henry James
- The Eustace Diamonds von Anthony Trollope
- Evelina von Frances Burney
- Exemplary Stories von Miguel de Cervantes
- The Exploration of the Colorado River and Its Canyons von John Wesley Powell

### F
- The Fable of the Bees von Bernard Mandeville
- Facundo von Domingo F. Sarmiento
- The Faerie Queene von Edmund Spenser
- A Fairly Honourable Defeat von Iris Murdoch
- Fairy Tales von Hans Christian Andersen
- The Fall of the House of Usher and Other Writings von Edgar Allan Poe
- The Fall of the Roman Republic von Plutarch
- The Fallen Idol von Graham Greene
- Fantômas von Marcel Allain and Pierre Souvestre
- Far from the Madding Crowd von Thomas Hardy
- Fasti von Ovid
- Father and Son von Edmund Gosse
- Fathers and Sons von Ivan Turgenev
- Faust, Part I von Johann Wolfgang von Goethe
- Faust, Part II von Johann Wolfgang von Goethe
- Fear and Trembling von Søren Kierkegaard
- The Federalist Papers von Alexander Hamilton, James Madison und John Jay
- Felix Holt, the Radical von George Eliot
- The Female Quixote von Charlotte Lennox
- The Fiddler of the Reels and Other Stories von Thomas Hardy
- The Figure in the Carpet and Other Stories von Henry James
- El Filibusterismo von José Rizal
- First Love von Ivan Turgenev
- Five Italian Renaissance Comedies: The Mandragora von Niccolò Machiavelli, Lena von Ludovico Ariosto, The Stablemaster von Pietro Aretino, The Faithful Shepherd von Giovanni Guarini and The Deceived von "Gl'Intronati"
- Five Plays: (A Trick to Catch the Old One, A Chaste Maid in Cheapside, Women Beware Women, The Changeling, The Revenger's Tragedy) von Thomas Middleton
- Five-and-Twenty Tales of the Genie von Śivadāsa
- Flatland von Edwin A. Abbott
- Flaubert in Egypt von Gustave Flaubert
- Fools of Fortune von William Trevor
- The Forest of Thieves and The Magic Garden: An Anthology of Medieval Jain Stories
- Fortress Besieged von Qian Zhongshu
- Fortunata and Jacinta von Benito Pérez Galdós
- The Fortunes of Richard Mahony von Henry Handel Richardson
- Forty Stories von Donald Barthelme
- Four Comedies von Carlo Goldoni
- Four Russian Plays (The Infant von Denis Fonvizin, Chatsky von Alexander Griboyedov, The Inspector General von Nikolai Gogol, Thunder von Alexander Ostrovsky)
- Four Tragedies von Seneca
- The Four Voyages of Christopher Columbus
- Fourteen Byzantine Rulers (The Chronographia) von Michael Psellus
- The Fox, The Captain's Doll, The Ladybird von D. H. Lawrence
- Fragments von Heraclitus
- Framley Parsonage von Anthony Trollope
- Frankenstein von Mary Shelley
- The Frogs and Other Plays (The Wasps and The Poet and the Women) von Aristophanes
- From Here to Eternity von James Jones

### G
- The Gambler, Bobok, A Nasty Story von Fyodor Dostoyevsky
- Gargantua and Pantagruel von François Rabelais
- Gentlemen Prefer Blondes von Anita Loos
- The Georgics von Virgil, übersetzt von Kimberly Johnson
- Germania von Tacitus
- Germinie Lacerteux von Edmond and Jules de Goncourt
- Ghosts and Other Plays (A Public Enemy and When We Dead Wake) von Henrik Ibsen
- The Gilded Age von Mark Twain
- Gisli Sursson's Saga and The Saga of the People of Eyri
- Glory von Vladimir Nabokov
- The God Boy by Ian Cross
- God's Trombones von James Weldon Johnson
- Going to Meet the Man von James Baldwin
- The Golden Ass von Apuleius
- The Golden Bowl von Henry James
- The Golden Casket: Chinese Novellas of Two Millennia
- The Golden Legend: Selections von Jacobus de Voragine
- The Good Apprentice von Iris Murdoch
- The Good Person of Szechwan von Bertolt Brecht
- The Good Soldier von Ford Madox Ford
- The Good Soldier Svejk and His Fortunes in the World War von Jaroslav Hašek
- Gorgias von Plato
- The Gospel of Wealth: Essays and Other Writings von Andrew Carnegie
- Gothic Tales von Elizabeth Gaskell
- Grace Abounding to the Chief of Sinners von John Bunyan
- The Grandissimes von George Washington Cable
- The Grapes of Wrath von John Steinbeck
- Great Expectations von Charles Dickens
- Greek Fiction (Chariton, Longus)
- Greek Political Oratory (Thucydides, Lysias, Andocides, Isocrates, Demosthenes)
- The Greek Sophists
- Grundrisse von Karl Marx
- The Guide von R. K. Narayan
- Guide to Greece: Volume 1, Central Greece von Pausanias
- Guide to Greece: Volume 2, Southern Greece von Pausanias
- Gulliver's Travels von Jonathan Swift3
- Guy Mannering von Walter Scott
- Guys and Dolls and Other Writings von Damon Runyon

### H
- The Hand of Ethelberta von Thomas Hardy
- Hard Times von Charles Dickens
- A Harlot High and Low von Honoré de Balzac
- Hashish von Henry de Monfreid
- The Haunted Doll's House and Other Ghost Stories von M. R. James
- The Haunting of Hill House von Shirley Jackson
- A Hazard of New Fortunes von William Dean Howells
- He Knew He Was Right von Anthony Trollope
- Heart of Darkness von Joseph Conrad
- The Heart of the Matter von Graham Greene
- The Heart of Midlothian von Walter Scott
- Heartbreak House von George Bernard Shaw
- Heat Wave von Penelope Lively
- Hedda Gabler and Other Plays (The Wild Duck and The Pillars of the Community) von Henrik Ibsen
- Helena von Evelyn Waugh
- Henderson the Rain King von Saul Bellow
- The Heptameron von Marguerite de Navarre
- Her Lover von Albert Cohen
- Heracles and Other Plays von Euripides
- Herland, The Yellow Wallpaper, and Selected Writings von Charlotte Perkins Gilman
- A Hero of Our Time von Mikhail Lermontov
- Heroides von Ovid
- Herzog von Saul Bellow
- Hesiod (Theogony, Works and Days) and Theognis (Elegies)
- Hindu Myths
- Hippocratic Writings
- The Histories von Herodotus
- The Histories von Tacitus
- The History of Alexander von Quintus Curtius Rufus
- The History of the Church von Eusebius
- The History of Civilization in Europe von François Guizot
- The History of the Decline and Fall of the Roman Empire von Edward Gibbon
- The History of England (abridged) von Lord Macaulay
- A History of the Franks von Gregory of Tours
- The History of the Kings of Britain von Geoffrey of Monmouth übersetzt von Lewis Thorpe
- The History of Mary Prince von Mary Prince
- A History of My Times von Xenophon
- A History of New York von Washington Irving
- The History of the Peloponnesian War von Thucydides3
- The History of Rasselas, Prince of Abissinia von Samuel Johnson
- History of the Thirteen: (Ferragus, The Duchess of Langeais, The Girl with the Golden Eyes) von Honoré de Balzac
- The History of Tom Jones von Henry Fielding
- The Hitopadeśa attributed to "Narayana"
- The Home and the World von Rabindranath Tagore
- Home of the Gentry von Ivan Turgenev
- Homeric Hymns von Homer
- Hope Leslie von Catharine Maria Sedgwick
- The Hound of the Baskervilles von Arthur Conan Doyle
- The Hour of the Star von Clarice Lispector
- The House of the Dead von Fyodor Dostoyevsky
- The House of Mirth von Edith Wharton
- The House of the Seven Gables von Nathaniel Hawthorne
- The House of Ulloa von Emilia Pardo Bazán
- The House with the Green Shutters von George Douglas Brown
- How Much Land Does a Man Need? and Other Stories von Leo Tolstoy
- How the Other Half Lives von Jacob A. Riis
- Howards End von E. M. Forster
- Hrafnkel's Saga and Other Icelandic Stories
- Humboldt's Gift von Saul Bellow
- Hunger von Knut Hamsun
- Hungry Hearts von Anzia Yezierska
- The Hunting of the Snark von Lewis Carroll

### I
- Ibn Fadlān and the Land of Darkness: Arab Travellers in the Far North von ibn Fadlān
- The Idiot von Fyodor Dostoyevsky
- Idylls of the King von Alfred Tennyson
- If Beale Street Could Talk von James Baldwin
- The Iliad von Homer
- The Imitation of Christ von Thomas à Kempis
- The Importance of Being Earnest and Other Plays von Oscar Wilde
- In Dubious Battle von John Steinbeck
- In the Land of Time, and Other Fantasy Tales von Lord Dunsany
- In Patagonia von Bruce Chatwin
- In Search of Lost Time: The Way by Swann's von Marcel Proust
- In Search of Lost Time: In the Shadow of Young Girls in Flower von Marcel Proust
- In Search of Lost Time: The Guernmantes Way von Marcel Proust
- In the South Seas von Robert Louis Stevenson
- Incidents in the Life of a Slave Girl von Harriet Jacobs
- Inferno and From an Occult Diary von August Strindberg
- The Inheritance von Louisa May Alcott
- The Innocents Abroad von Mark Twain
- Into the War von Italo Calvino
- The Interesting Narrative and Other Writings von Olaudah Equiano
- Introductory Lectures on Aesthetics von Georg Wilhelm Friedrich Hegel
- The Iron Heel by Jack London
- Iron in the Soul von Jean-Paul Sartre
- Islamic Mystical Poetry: Sufi Verse from the early Mystics to Rumi
- The Island of Dr. Moreau von H. G. Wells
- Israel Potter von Herman Melville
- Italian Folktales von Italo Calvino
- Italian Hours von Henry James
- Italian Journey von Johann Wolfgang von Goethe
- Ivanhoe von Walter Scott

### J
- J R von William Gaddis
- Jacques the Fatalist and His Master von Denis Diderot
- The Jātakas: Birth Stories of the Bodhisatta
- Jane Eyre von Charlotte Brontë
- Japanese Nō Dramas
- The Jewish War von Flavius Josephus
- The Joke and Its Relation to the Unconscious von Sigmund Freud
- Joseph Andrews/Shamela von Henry Fielding
- The Journal von George Fox
- A Journal of the Plague Year von Daniel Defoe
- The Journal of a Tour to the Hebrides von Samuel Johnson
- Journals and Letters von Frances Burney
- The Journals of Captain Cook von James Cook
- The Journals of Lewis and Clark von Meriwether Lewis and William Clark
- The Journey Through Wales von Gerald of Wales
- A Journey to the Western Islands of Scotland von Samuel Johnson
- Journey Without Maps von Graham Greene
- Jude the Obscure von Thomas Hardy
- The Jugurthine War and The Conspiracy of Catiline von Sallust
- The Jungle von Upton Sinclair
- The Jungle Book von Rudyard Kipling
- Just-So Stories von Rudyard Kipling

### K
- The Kabbalistic Tradition: An Anthology of Jewish Mysticism
- Kenilworth von Walter Scott
- Kidnapped von Robert Louis Stevenson
- Kim von Rudyard Kipling
- King Harald's Saga von Snorri Sturluson
- King Solomon's Mines von H. Rider Haggard
- The Koran, übersetzt von N. J. Dawood
- The Koran: With Parallel Arabic Text
- The Kreutzer Sonata and Other Stories von Leo Tolstoy
- Krishna: The Beautiful Legend of God (Śrīmad Bhāgavata Purāṇa Book X)
- Kristin Lavransdatter I: The Wreath von Sigrid Undset
- Kristin Lavransdatter II: The Wife von Sigrid Undset
- Kristin Lavransdatter III: The Cross von Sigrid Undset
- Kusamakura von Natsume Sōseki

### L
- The Ladies of the Corridor von Dorothy Parker and Arnaud d’Usseau
- Lady Audley’s Secret von Mary Elizabeth Braddon
- Lady Chatterley’s Lover von D. H. Lawrence
- Lady Susan, The Watsons, Sanditon von Jane Austen
- Lady with the Little Dog and Other Stories, 1896–1904 von Anton Chekhov
- The Lais of Marie de France von Marie de France
- A Laodicean von Thomas Hardy
- The Last Days of Socrates (Euthyphro, Apology, Crito, Phaedo) von Plato
- The Last of the Mohicans von James Fenimore Cooper
- The Later Roman Empire von Ammianus Marcellinus
- The Law and the Lady von Wilkie Collins
- The Laws von Plato
- The Laws of Manu
- Laxdaela Saga
- Lazarillo de Tormes and The Swindler von Francisco de Quevedo: Two Spanish Picaresque Novels
- Leaves of Grass von Walt Whitman
- A Legacy von Sybille Bedford
- The Legend of Sleepy Hollow and Other Stories von Washington Irving
- Letters from an American Farmer von J. Hector St.John de Crèvecoeur
- Letters From My Windmill von Alphonse Daudet
- Letters From Russia von Astolphe de Custine
- Letters from a Stoic von Seneca
- The Letters of Abelard and Heloise von Peter Abelard
- The Letters of John and Abigail Adams von Abigail Adams und John Adams
- Letters of the Late Ignatius Sancho, an African von Ignatius Sancho
- The Letters of Vincent van Gogh
- The Letters of the Younger Pliny von Plinius dem Jüngeren
- Letters on England von Voltaire
- Letters to Father von Celeste Galilei
- Leviathan von Thomas Hobbes
- The Life and Adventures of Nicholas Nickleby von Charles Dickens
- The Life and Opinions of the Tomcat Murr von E. T. A. Hoffmann
- The Life and Opinions of Tristram Shandy, Gentleman von Laurence Sterne
- A Life in Letters von Anton Chekhov
- A Life in Letters von Henry James
- A Life in Letters von Wolfgang Amadeus Mozart
- A Life in Letters von William Wordsworth
- Life is a Dream von Pedro Calderón de la Barca
- Life of Apollonius von Philostratus
- Life of Black Hawk, or Mà-ka-tai-me-she-kià-kiàk von Black Hawk
- The Life of Charlotte Brontë von Elizabeth Gaskell
- Life of Galileo von Bertolt Brecht
- The Life of Henri Brulard von Stendhal
- The Life of Milarepa von Tsangnyön Heruka
- The Life of St. Columba von Adomnán of Iona
- The Life of Saint Teresa of Avila by Herself
- The Life of Samuel Johnson von James Boswell
- Life on the Mississippi von Mark Twain
- The Lifted Veil and Brother Jacob von George Eliot
- A Literary Review von Søren Kierkegaard
- Little Dorrit von Charles Dickens
- A Little Larger Than the Entire Universe von Fernando Pessoa
- A Little Learning von Evelyn Waugh
- Little Red Riding Hood, Cinderella, and Other Classic Fairy Tales von Charles Perrault
- Little Women von Louisa May Alcott
- Lives of the Artists (in two volumes) von Giorgio Vasari
- Lives of the Later Caesars
- Living My Life von Emma Goldman
- London Labour and the London Poor von Henry Mayhew
- The Log from the Sea of Cortez von John Steinbeck
- The Log of a Cowboy von Andy Adams
- The Long Valley von John Steinbeck
- The Longest Journey von E. M. Forster
- Looking Backward von Edward Bellamy
- Lord Jim von Joseph Conrad
- Lorna Doone von R. D. Blackmore
- The Loss of the Ship Essex, Sunk by a Whale von Thomas Nickerson und Owen Chase
- The Lost Estate (Le Grand Meaulnes) von Alain-Fournier
- The Lost Honour of Katharina Blum von Heinrich Böll
- Lost Illusions von Honoré de Balzac
- The Lost World and Other Thrilling Tales von Arthur Conan Doyle
- Love and Mr.Lewisham von H. G. Wells
- Love (De L'Amour) von Stendhal
- Love Visions: The Book of the Duchess; The House of Fame; The Parliament of Birds; The Legend of Good Women von Geoffrey Chaucer
- Love-Letters Between a Nobleman and His Sister von Aphra Behn
- Loving/Living/Party Going von Henry Green
- The Luck of Roaring Camp and Other Writings von Bret Harte
- The Lusiads von Luís Vaz de Camõens
- Lysistrata and Other Plays (The Acharnians and The Clouds) von Aristophanes

### M
- The Mabinogion
- Madame Bovary von Gustave Flaubert
- Mademoiselle de Maupin von Théophile Gautier
- Maggie: A Girl of the Streets von Stephen Crane
- The Mahābhārata (abridged)
- The Maias von Eça de Queiroz
- Main Street von Sinclair Lewis
- Major Barbara von George Bernard Shaw
- The Major Works von Sir Thomas Browne
- Makers of Rome von Plutarch
- Maldoror and Poems von Lautréamont
- Malgudi Days von R. K. Narayan
- Man and Superman von George Bernard Shaw
- The Man in the Iron Mask von Alexandre Dumas
- The Man Who Had All the Luck von Arthur Miller
- The Man Within von Graham Greene
- The Man-Eater of Malgudi von R. K. Narayan
- Mansfield Park von Jane Austen
- The Manticore von Robertson Davies
- The Manifesto of the Communist Party von Karl Marx und Friedrich Engels
- The Manuscript Found in Saragossa von Jan Potocki
- The Marble Faun von Nathaniel Hawthorne
- Mardi von Herman Melville
- Marius the Epicurean von Walter Pater
- The Mark of Zorro von Johnston McCulley
- The Marquise of O-- and Other Stories von Heinrich von Kleist
- The Marriage of Figaro von Pierre Beaumarchais
- The Marsh Arabs von Wilfred Thesiger
- Martin Chuzzlewit von Charles Dickens
- Martin Eden von Jack London
- The Martyred von Richard E. Kim
- Mary and Maria von Mary Wollstonecraft/Matilda von Mary Shelley (in one volume)
- Mary Barton von Elizabeth Gaskell
- Master and Man and Other Stories von Leo Tolstoy
- The Master and Margarita von Michail Bulgakow
- The Master Builder and Other Plays (Rosmersholm, Little Eyolf and John Gabriel Borkman) von Henrik Ibsen
- The Master of Ballantrae von Robert Louis Stevenson
- Maurice von E. M. Forster
- Maximes von La Rochefoucauld
- Maxims and Reflections von Johann Wolfgang von Goethe
- The Mayflower Papers (including Of Plymouth Plantation von William Bradford)
- The Mayor of Casterbridge von Thomas Hardy
- McTeague von Frank Norris
- Medea and Other Plays (Hecabe, Electra, Heracles) von Euripides
- Meditations von Marcus Aurelius
- Meditations and Other Metaphysical Writings von René Descartes
- Medieval Writings on Female Spirituality
- Melmoth the Wanderer von Charles Robert Maturin
- Memoirs von Philippe de Commynes
- Memoirs von William Tecumseh Sherman
- Memoirs of My Life von Edward Gibbon
- The Memoirs of Sherlock Holmes von Arthur Conan Doyle
- Mencius
- Metamorphoses von Ovid
- The Metaphysical Poets
- The Metaphysics von Aristotle
- Micromegas and Other Short Fictions von Voltaire
- Middlemarch von George Eliot
- A Midsummer Night's Dream von William Shakespeare
- The Mill on the Floss von George Eliot
- The Minister's Wooing von Harriet Beecher Stowe
- The Misanthrope and Other Plays (Such Preposterously Precious Ladies, Tartuffe, A Doctor Despite Himself, The Would-be Gentleman, Those Learned Ladies) von Jean-Baptiste Molière
- The Miser and Other Plays (The School for Wives, The School for Wives Criticized, Don Juan, The Hypochondriac) von Jean-Baptiste Molière
- Les Misérables von Victor Hugo
- Miss Ravenel's Conversion from Secession to Loyalty von John William De Forest
- Mr. Sammler's Planet von Saul Bellow
- Moby-Dick von Herman Melville
- A Modern Instance von William Dean Howells
- A Modern Utopia von H. G. Wells
- A Modest Proposal and Other Writings von Jonathan Swift
- Moll Flanders von Daniel Defoe
- The Monk von Matthew Lewis
- Mont Saint-Michel and Chartres von Henry Adams
- A Month in the Country von Ivan Turgenev
- The Moon and Sixpence von W. Somerset Maugham
- The Moon Is Down von John Steinbeck
- The Moonstone von Wilkie Collins
- More Die of Heartbreak von Saul Bellow
- The Morgesons von Elizabeth Stoddard
- Le Morte d'Arthur (in two volumes) von Thomas Malory
- Mother Courage and Her Children von Bertolt Brecht
- The Mountains of California von John Muir
- Mozart's Journey to Prague and a Selection of Poems von Eduard Mörike
- Mrs Craddock von W. Somerset Maugham
- A Murder of Quality von John le Carré
- Murder Trials von Marcus Tullius Cicero
- My Bondage and My Freedom von Frederick Douglass
- My Brilliant Career von Miles Franklin
- Mysteries von Knut Hamsun
- The Mysteries of Udolpho von Ann Radcliffe
- The Mystery of Edwin Drood von Charles Dickens

### N
- The Naked Civil Servant von Quentin Crisp
- Nana von Émile Zola
- The Narrative of Arthur Gordon Pym of Nantucket von Edgar Allan Poe4
- Narrative of the Life of Frederick Douglass, an American Slave von Frederick Douglass
- Narrative of Sojourner Truth von Sojourner Truth
- The Narrow Road to the Deep North and Other Travel Sketches von Matsuo Bashō
- Natural History: A Selection von Plinius dem Älteren
- Nature and Selected Essays von Ralph Waldo Emerson
- The Nature of the Gods von Marcus Tullius Cicero
- Netochka Nezvanova von Fyodor Dostoyevsky
- The New Atalantis von Delarivier Manley
- A New England Nun von Mary Eleanor Wilkins Freeman
- A New-England Tale von Catharine Maria Sedgwick
- New Science von Giambattista Vico
- A New View of Society and Other Writings von Robert Owen
- News from Nowhere and Other Writings von William Morris
- The Nibelungenlied
- The Nicomachean Ethics von Aristotle
- Niels Lyhne von Jens Peter Jacobsen
- A Nietzsche Reader von Friedrich Nietzsche
- The Nigger of the Narcissus von Joseph Conrad
- A Night in Acadie von Kate Chopin
- Nights with Uncle Remus von Joel Chandler Harris
- Nineteenth-Century American Poetry
- Njal's Saga
- No Name von Wilkie Collins
- Noli Me Tangere von José Rizal
- North American Indians von George Catlin
- North and South von Elizabeth Gaskell
- Northanger Abbey von Jane Austen
- Northland Stories von Jack London
- Nostromo von Joseph Conrad
- The Notebooks of Malte Laurids Brigge von Rainer Maria Rilke
- Notes from Underground, The Double: A Petersburg Poem von Fyodor Dostoyevsky
- Notes on the State of Virginia von Thomas Jefferson
- Notre-Dame of Paris von Victor Hugo

### O
- O Pioneers! von Willa Cather
- The Obedience of a Christian Man von William Tyndale
- Oblomov von Ivan Goncharov
- Octavia von Seneca
- The Octopus von Frank Norris
- The Odd Women von George Gissing
- The Odyssey von Homer
- Of Human Bondage von W. Somerset Maugham
- Of Mice and Men von John Steinbeck
- The Old Curiosity Shop von Charles Dickens
- Old Goriot von Honoré de Balzac
- The Old Wives' Tale von Arnold Bennett
- Oliver Twist von Charles Dickens
- Omoo von Herman Melville
- On the Good Life (including The Dream of Scipio) von Marcus Tullius Cicero
- On Government von Marcus Tullius Cicero
- On Liberty von John Stuart Mill
- On Love and Barley: Haiku von Matsuo Bashō
- On the Nature of the Universe von Lucretius
- On Painting von Leon Battista Alberti
- On Revolution von Hannah Arendt
- On the Road von Jack Kerouac
- On Suicide von Émile Durkheim
- On to the Alamo von Richard Penn Smith
- On War von Karl von Clausewitz
- Once There Was A War von John Steinbeck
- One Flew Over the Cuckoo's Nest von Ken Kesey
- The Ordeal of Richard Feverel von George Meredith
- The Oregon Trail von Francis Parkman
- The Oresteia: Agamemnon, The Libation Bearers, The Eumenides von Aeschylus
- Orestes and Other Plays (The Children of Heracles, Andromache, The Suppliant Women, The Phoenician Women, Iphigenia in Aulis) von Euripides
- An Organizer's Tale: Speeches von César Chávez
- Orient Express von Graham Greene
- The Origin of the Family, Private Property and the State von Friedrich Engels
- The Origin of Species von Charles Darwin
- Orkneyinga Saga
- Orlando Furioso (in two volumes) von Ludovico Ariosto
- Oroonoko, The Rover, and Other Works von Aphra Behn
- Our Man in Havana von Graham Greene
- Our Mutual Friend von Charles Dickens
- Our Nig von Harriet E. Wilson

### P
- The Painter of Signs von R. K. Narayan
- A Pair of Blue Eyes von Thomas Hardy
- Pamela von Samuel Richardson
- Pan von Knut Hamsun
- The Pañcatantra von Viśnu Sarma
- Parade's End von Ford Madox Ford
- Paradise Lost von John Milton
- A Parisian Affair and Other Stories von Guy de Maupassant
- Parzival von Wolfram von Eschenbach
- A Passage to India von E. M. Forster
- Passing von Nella Larsen
- The Pastures of Heaven von John Steinbeck
- Patañjali's Yoga Sūtra
- The Pathfinder von James Fenimore Cooper
- Paul and Virginia von Bernardin de Saint-Pierre
- The Pearl von John Steinbeck
- Peer Gynt von Henrik Ibsen
- The Penguin Book of First World War Poetry
- The Penguin Book of French Poetry
- The Penguin Book of Renaissance Verse
- The Penguin Book of Victorian Verse
- Penrod von Booth Tarkington
- Pensées von Blaise Pascal
- A Persian Expedition von Xenophon
- The Persian Letters von Montesquieu
- Personal Memoirs von Ulysses S. Grant
- Personal Narrative of a Journey to the Equinoctial Regions of the New Continent von Alexander von Humboldt
- Personal Writings von Ignatius of Loyola
- Persuasion von Jane Austen
- Petals of Blood von Ngũgĩ wa Thiong'o
- Peter Pan: Peter and Wendy and Peter Pan in Kensington Gardens von J. M. Barrie
- Phaedrus and Letters VII and VIII von Plato
- Philebus von Plato
- Philosophical Dictionary von François Voltaire
- A Philosophical Enquiry into the Origin of Our Ideas of the Sublime and Beautiful von Edmund Burke
- Phineas Redux von Anthony Trollope
- The Physiology of Taste von Jean-Anthelme Brillat-Savarin
- The Pickwick Papers von Charles Dickens
- The Picture of Dorian Gray von Oscar Wilde
- Pictures from Italy von Charles Dickens
- Pierre: or, The Ambiguities von Herman Melville
- Pierre and Jean von Guy de Maupassant
- Piers the Ploughman von William Langland
- The Pilgrim's Progress von John Bunyan
- The Pillow Book of Sei Shōnagon
- Pinocchio: The Tale of a Puppet von Carlo Collodi
- The Pioneers von James Fenimore Cooper
- The Pit von Frank Norris
- Plays von Anton Chekhov
- Plays and Fragments von Menander (eine frühere Ausgabe enthält auch Characters von Theophrastus)
- Plays Pleasant: (Arms and the Man, Candida, The Man of Destiny and You Never Can Tell) von George Bernard Shaw
- Plays Unpleasant: (Widowers' Houses, The Philanderer and Mrs. Warren's Profession) von George Bernard Shaw
- Plutarch on Sparta von Plutarch
- Poems von Li Po
- Poems von Wang Wei
- Poems and Ballads von Algernon Charles Swinburne
- Poems and Prose von Gerard Manley Hopkins
- Poems, Protest, and a Dream by Sor Juana Inés de la Cruz
- Poetics von Aristotle
- The Politics von Aristotle
- Polyeuctus, The Liar, Nicomedia von Pierre Corneille
- Poor Folk and Other Stories von Fyodor Dostoyevsky
- The Portable Arthur Miller
- The Portable Beat Reader
- The Portable Charles W. Chesnutt
- The Portable Dante
- The Portable Edith Wharton
- The Portable Faulkner
- The Portable Graham Greene
- The Portable Hannah Arendt
- The Portable Henry James
- The Portable John Adams
- The Portable Mark Twain
- The Portable Sixties Reader
- The Portable Twentieth-Century Russian Reader
- The Portable Walt Whitman
- A Portrait of the Artist as a Young Man von James Joyce
- The Portrait of a Lady von Henry James
- The Pot of Gold and Other Plays (The Prisoners, The Brothers Menaechmus, The Swaggering Soldier, Pseudolus) von Plautus
- The Power and the Glory von Graham Greene
- The Power of Sympathy von William Hill Brown/The Coquette von Hannah Webster Foster (in one volume)
- Pragmatism and Other Writings von William James
- The Prairie von James Fenimore Cooper
- Praise of Folly von Desiderius Erasmus
- Pride and Prejudice von Jane Austen
- The Prime Minister von Anthony Trollope
- The Prince von Niccolò Machiavelli
- The Prince and the Pauper von Mark Twain
- The Princess Casamassima von Henry James
- La Princesse de Clèves von Madame de Lafayette
- A Princess of Mars von Edgar Rice Burroughs
- Principles of Geology von Charles Lyell
- Principles of Human Knowledge and Three Dialogues von George Berkeley
- The Prisoner of Zenda von Anthony Hope
- The Private Journal of William Reynolds von William Reynolds
- The Professor von Charlotte Brontë
- Prometheus Bound and Other Plays (The Suppliants, Seven Against Thebes, The Persians) von Aeschylus
- Protagoras and Meno von Plato
- The Psychopathology of Everyday Life von Sigmund Freud
- Pudd'nhead Wilson von Mark Twain
- The Pursuit of the Well-Beloved von Thomas Hardy
- Pygmalion von George Bernard Shaw
- The Queen of Spades and Other Stories von Alexander Pushkin

### Q
- The Quest of the Holy Grail
- The Quiet American von Graham Greene

### R
- Raffles: The Amateur Cracksman von E. W. Hornung
- Ragged Dick von Horatio Alger, Jr.
- The Rainbow von D. H. Lawrence
- Rama the Steadfast von Valmiki
- The Ramayana: A Shortened Modern Prose Version von R. K. Narayan
- Rameau’s Nephew von Denis Diderot
- Rashōmon and Seventeen Other Stories von Ryunosuke Akutagawa
- Rebecca of Sunnybrook Farm von Kate Douglas Wiggin3
- The Recognitions von William Gaddis
- The Red and the Black von Stendhal
- The Red Badge of Courage and Other Stories von Stephen Crane
- The Red Pony von John Steinbeck
- Redburn von Herman Melville
- Reflections on the Revolution in France von Edmund Burke
- La Regenta von Leopoldo Alas
- Relativity: The Special and the General Theory von Albert Einstein
- Renaissance Women Poets
- The Republic von Plato
- Resurrection von Leo Tolstoy
- The Return of the Native von Thomas Hardy
- Revelations of Divine Love von Julian of Norwich
- Reveries of the Solitary Walker von Jean-Jacques Rousseau
- The Rig Veda
- Rights of Man von Thomas Paine
- The Rise and Fall of Athens von Plutarch
- The Rise of the Roman Empire von Polybius
- Rob Roy von Walter Scott
- The Robbers and Wallenstein von Friedrich Schiller
- Robinson Crusoe von Daniel Defoe
- Roderick Hudson von Henry James
- The Roman History: The Reign of Augustus von Cassius Dio
- The Romance of Tristan von Beroul
- Romantic Fairy Tales
- Rome and Italy (Books VI-X) von Titus Livy
- Rome and the Mediterranean (Books XXXI-XLV) von Titus Livy
- Romola von George Eliot
- A Room of One's Own von Virginia Woolf
- A Room with a View von E. M. Forster
- The Roots of Ayurveda
- The Roots of Vedānta: Selections from Śaṅkara's Writings
- Rostam: Tales of Love and War from the Shahnameh von Abolqasem Ferdowsi
- The Rope and Other Plays (The Ghost, A Three-Dollar Day, Amphitryo) von Plautus
- Roughing It von Mark Twain
- Roxana, Or The Fortunate Mistress von Daniel Defoe
- The Ruba'iyat of Omar Khayyam von Omar Khayyam
- Rudin von Ivan Turgenev
- The Rule of St Benedict
- Rupert of Hentzau von Anthony Hope
- R.U.R. von Karel Čapek
- A Russian Journal von John Steinbeck
- Russian Thinkers von Isaiah Berlin
- Ruth Hall von Fanny Fern

### S
- The Saga of Grettir the Strong
- The Saga of the People of Laxardal and Bolli Bollason's Tale
- The Saga of the Volsungs
- Sagas of Warrior-Poets (Kormak's Saga, The Saga of Hallfred Troublesome-Poet, The Saga of Gunnlaug Serpent-Tongue, The Saga of Bjorn, Champion of the Hitardal People and Viglund's Saga)
- Sailing Alone Around the World von Joshua Slocum
- Saint Joan von George Bernard Shaw
- Salammbô von Gustave Flaubert
- Sanshiro von Natsume Sōseki
- Satires and Epistles von Persius and Satires von Horace
- Satirical Sketches von Lucian
- The Satyricon von Petronius und The Apocolocyntosis von Seneca
- The Savoy Operas: The Complete Gilbert and Sullivan
- The Scarlet Letter von Nathaniel Hawthorne
- Scenes of Clerical Life von George Eliot
- The School for Scandal and Other Plays von Richard Brinsley Sheridan
- The Schreber Case von Sigmund Freud
- The Science Fiction of Edgar Allan Poe
- Sea and Sardinia von D. H. Lawrence
- The Sea, The Sea von Iris Murdoch
- The Sebastopol Sketches von Leo Tolstoy
- The Secret Agent von Joseph Conrad
- The Secret Garden von Frances Hodgson Burnett
- The Secret History von Procopius
- Seize the Day von Saul Bellow
- Selected Essays von Samuel Johnson
- Selected Fables von Jean de La Fontaine
- Selected Journalism: 1850–1870 von Charles Dickens
- Selected Letters von Pietro Aretino
- Selected Letters von Lady Mary Wortley Montagu
- Selected Letters von Madame de Sévigné
- Selected Poems von Charles Baudelaire
- Selected Poems von Robert Browning
- Selected Poems von Robert Burns
- Selected Poems von Lord Byron
- Selected Poems von John Clare
- Selected Poems von Samuel Taylor Coleridge
- Selected Poems von John Dryden
- Selected Poems von Paul Laurence Dunbar
- Selected Poems von Thomas Hardy
- Selected Poems von Victor Hugo
- Selected Poems von John Keats
- Selected Poems von Jules Laforgue
- Selected Poems von Henry Wadsworth Longfellow
- Selected Poems and Letters von Michelangelo
- Selected Poems von Pierre Ronsard
- Selected Poems von Percy Bysshe Shelley
- Selected Poems von Robert Louis Stevenson
- Selected Poems von Rabindranath Tagore
- Selected Poems von Alfred Tennyson
- Selected Poems von William Wordsworth
- Selected Poems and Prose von Percy Shelley
- Selected Poems and Fragments von Friedrich Hölderlin
- Selected Political Speeches von Marcus Tullius Cicero
- Selected Prose von Matthew Arnold
- Selected Prose von John Donne
- Selected Prose von Heinrich Heine
- Selected Prose von Charles Lamb
- Selected Short Stories von Honoré de Balzac
- Selected Short Stories von Rabindranath Tagore
- Selected Stories von E. M. Forster
- Selected Tales von Jacob und Wilhelm Grimm
- Selected Tales von Henry James
- Selected Tales and Sketches von Nathaniel Hawthorne
- Selected Verse von Johann Wolfgang von Goethe
- Selected Works von Marcus Tullius Cicero
- Selected Works von John Wilmot, Earl of Rochester
- Selected Writings von Thomas Aquinas
- Selected Writings von Rubén Darío
- Selected Writings von Gérard de Nerval
- Selected Writings von Meister Eckhart
- Selected Writings von William Hazlitt
- Selected Writings von Samuel Johnson
- Selected Writings von José Martí
- Selected Writings von Sir Walter Raleigh
- Sense and Sensibility von Jane Austen
- Sentimental Education von Gustave Flaubert
- A Sentimental Journey von Laurence Sterne
- Servitude and Grandeur of Arms von Alfred de Vigny
- Seven Viking Romances (Arrow-Odd, King Gautrek, Halfdan Eysteinsson, Bosi and Herraud, Egil and Asmund, Thorstein Mansion-Might and Helgi Thorisson)
- The Shadow Line von Joseph Conrad
- Shahnameh: The Persian Book of Kings von Abolqasem Ferdowsi
- The Shape of Things to Come von H.G. Wells
- The Shattered Thigh and Other Plays von Bhāsa
- She von H. Rider Haggard
- Shirley von Charlotte Brontë
- The Shooting Party von Anton Chekhov
- A Short Account of the Destruction of the Indies von Bartolomé de Las Casas
- A Short History of the World von H. G. Wells3
- The Short Reign of Pippin IV von John Steinbeck
- The Shorter Poems von Edmund Spenser
- Sickness unto Death von Søren Kierkegaard
- Sidney's the Defence of Poesy and Selected Renaissance Literary Criticism
- The Sign of Four von Arthur Conan Doyle
- Silas Marner von George Eliot
- Simhāsana Dvātrimśikā: Thirty-Two Tales of the Throne of Vikramaditya
- Sir Gawain and the Green Knight
- Sister Carrie von Theodore Dreiser
- Six Records of a Floating Life von Shen Fu
- Six Yüan Plays
- Sixteen Satires von Juvenal
- Sixty Stories von Donald Barthelme
- Sketches by Boz von Charles Dickens
- Sketches from a Hunter's Album von Ivan Turgenev
- The Small House at Allington von Anthony Trollope
- A Small Town in Germany von John le Carré
- The Snow Leopard von Peter Matthiessen
- The Social Contract von Jean-Jacques Rousseau
- Something of Myself von Rudyard Kipling
- Sometimes a Great Notion von Ken Kesey
- Song of the Cid: Dual-Language Edition with Parallel Text
- The Song of Roland
- The Songs of the South: An Anthology of Ancient Chinese Poems von Qu Yuan and Other Poets
- Sons and Lovers von D. H. Lawrence
- The Sorrows of Young Werther von Johann Wolfgang von Goethe
- The Soul of Man Under Socialism and Selected Critical Prose von Oscar Wilde
- The Souls of Black Folk von W. E. B. Du Bois
- South: The Endurance Expedition von Ernest Shackleton
- Spain, Take This Chalice from Me and Other Poems von Cesar Vallejo
- Speaking of Śiva
- Spiritual Verses von Rumi
- The Spoils of Poynton von Henry James
- Spoon River Anthology von Edgar Lee Masters
- Spring Torrents von Ivan Turgenev
- The Spy von James Fenimore Cooper
- The State and Revolution von V. I. Lenin
- Steal This Book von Abbie Hoffman
- The Storm von Daniel Defoe
- Storm of Steel von Ernst Jünger
- The Story of an African Farm von Olive Schreiner
- The Story of Gösta Berling von Selma Lagerlöf
- The Story of Hong Gildong von Heo Gyun
- The Story of My Life von Giacomo Casanova
- The Story of the Stone, vol.1: The Golden Days von Cao Xueqin
- The Story of the Stone, vol.2: The Crab-Flower Club von Cao Xueqin
- The Story of the Stone, vol.3: The Warning Voice von Cao Xueqin
- The Story of the Stone, vol.4: The Debt of Tears von Cao Xueqin und Gao E
- The Story of the Stone, vol.5: The Dreamer Wakes von Cao Xueqin und Gao E
- The Strange Adventures of Mr. Andrew Hawthorn and Other Stories von John Buchan
- The Strange Case of Dr. Jekyll and Mr. Hyde and Other Tales of Terror von Robert Louis Stevenson
- Liaozhai ZhiyiStrange Tales From a Chinese Studio von Pu Songling
- The Street of Crocodiles von Bruno Schulz
- Struggles and Triumphs von P. T. Barnum
- Struggling Upward von Horatio Alger, Jr.
- Studies on Hysteria von Sigmund Freud
- A Study in Scarlet von Arthur Conan Doyle
- Subhashitavali: An Anthology of Comic, Erotic, and Other Verse
- Sunjata von Bamba Suso und Banna Kanute
- Sunset Song von Lewis Grassic Gibbon
- Sweet Thursday von John Steinbeck
- The Swiss Family Robinson von Johann Wyss
- Symposium von Plato

### T
- Ta Hsüeh
- The Táin, übersetzt von Ciarán Carson
- A Tale of Four Dervishes von Mir Amman
- The Tale of Genji von Murasaki Shikibu
- A Tale of Two Cities von Charles Dickens
- The Tale of the Heike übersetzt von Royall Tyler
- Tales From the Kathāsaritsāgara von Somadeva
- Tales from the Thousand and One Nights
- Tales of Belkin and Other Prose Writings von Alexander Pushkin
- Tales of Hoffmann von E. T. A. Hoffmann
- Tales of Soldiers and Civilians von Ambrose Bierce
- Tales, Speeches, Essays, and Sketches von Mark Twain
- Talkative Man von R. K. Narayan
- The Talmud: A Selection
- Tao Te Ching von Lao Tzu
- Ten Days that Shook the World von John Reed
- The Tenant of Wildfell Hall von Anne Brontë
- Tess von den d’Urbervilles von Thomas Hardy
- Testament of Youth von Vera Brittain
- A Texas Cowboy von Charles A. Siringo
- Theaetetus von Plato
- Thérèse Raquin von Émile Zola
- The Thing on the Doorstep and Other Weird Stories von H. P. Lovecraft
- The Third Man von Graham Greene
- The Thirty-Nine Steps von John Buchan
- Thirty-Two Tales of the Throne of Vikramaditya by Simhāsana Dvātriṃśikā
- The Thomas Paine Reader
- Thoughts and Sentiments on the Evil of Slavery von Quobna Ottobah Cugoano
- The Three-Cornered Hat and Other Stories von Pedro Antonio de Alarcón
- Three Men in a Boat von Jerome K. Jerome
- Three Men on the Bummel von Jerome K. Jerome
- The Three Musketeers von Alexandre Dumas
- Three Plays: (The Father, Miss Julie, Easter)  von August Strindberg
- Three Plays for Puritans: The Devil's Disciple, Caesar and Cleopatra, Captain Brassbound's Conversion von George Bernard Shaw, with a long preface by the author
- Three Sanskrit Plays (Śakuntalā von Kālidāsa, Rākshasa's Ring von Viśākhadatta, Mālatī and Mādhava von Bhavabhūti)
- Three Tales von Gustave Flaubert
- The Three Theban Plays: (Antigone, Oedipus the King, Oedipus at Colonus) von Sophocles
- The Threepenny Opera von Bertolt Brecht
- Through the Looking-Glass von Lewis Carroll
- Thus Spoke Zarathustra von Friedrich Nietzsche
- A Tiger for Malgudi von R. K. Narayan
- Timaeus  von Plato
- The Time Machine von H. G. Wells
- To a God Unknown von John Steinbeck
- To Jerusalem and Back von Saul Bellow
- Tono-Bungay von H. G. Wells
- Tortilla Flat von John Steinbeck
- A Tourist in Africa von Evelyn Waugh
- A Tramp Abroad von Mark Twain
- The Travels von Marco Polo
- The Travels of Sir John Mandeville
- Travels With Charley: In Search of America von John Steinbeck
- Travels with a Donkey in the Cévennes von Robert Louis Stevenson
- Travels with My Aunt von Graham Greene
- The Treasure Chest von Johann Peter Hebel
- Treasure Island von Robert Louis Stevenson
- The Treasure of the City of Ladies von Christine de Pizan
- Tristan von Gottfried von Strassburg
- Troilus and Criseyde von Geoffrey Chaucer
- The Turn of the Screw  von Henry James
- Twelve Angry Men von Reginald Rose
- The Twelve Caesars von Suetonius
- Twenty Love Poems and a Song of Despair von Pablo Neruda
- The Twilight of the Idols von Friedrich Nietzsche
- Two Lives of Charlemagne von Einhard (Vita Karoli Magni) and Notker the Stammerer (De Carolo Magno)
- Two on a Tower von Thomas Hardy
- Two Years Before the Mast von Richard Henry Dana, Jr.
- Typee von Herman Melville
- Typhoon and Other Stories von Joseph Conrad

### U
- The Uncanny von Sigmund Freud
- Uncle Remus von Joel Chandler Harris
- Uncle Silas von Joseph Sheridan Le Fanu
- Uncle Tom's Cabin von Harriet Beecher Stowe
- Under the Banyan Tree von R. K. Narayan
- Under Fire von Henri Barbusse
- Under the Greenwood Tree von Thomas Hardy
- Under the Sea Wind von Rachel Carson
- Under Western Eyes von Joseph Conrad
- The Underdogs von Mariano Azuela
- The Unfortunate Traveller and Other Works von Thomas Nashe
- A Universal History of Iniquity von Jorge Luis Borges
- Unto This Last and Other Writings von John Ruskin
- Untouchable von Mulk Raj Anand
- Up From the Country, Infidelities, The Game of Love and Chance von Pierre de Marivaux
- Up from Slavery von Booker T. Washington
- The Upanishads
- Utilitarianism and Other Essays von John Stuart Mill
- Utopia von Thomas More

### V
- The Valley of Fear and Selected Stories von Arthur Conan Doyle3
- Vanity Fair von William Makepeace Thackeray
- The Varieties of Religious Experience von William James
- Vathek and Other Stories von William Beckford
- The Vendor of Sweets von R. K. Narayan
- Venus in Furs von Leopold von Sacher-Masoch
- The Vicar of Wakefield von Oliver Goldsmith
- The Victim von Saul Bellow
- Victory von Joseph Conrad
- The Village of Stepanchikovo von Fyodor Dostoyevsky
- Villette von Charlotte Brontë
- A Vindication of the Rights of Woman von Mary Wollstonecraft
- The Vinland Sagas
- Virginia von Ellen Glasgow
- The Virginian von Owen Wister
- Vis and Rāmin von Fakhraddin Gorgani
- La Vita Nuova von Dante Alighieri
- The Vivisector von Patrick White
- A Vocation and a Voice von Kate Chopin
- Volpone and Other Plays (The Alchemist and Bartholomew Fair) von Ben Jonson
- Voss von Patrick White
- The Voyage of Argo von Apollonius of Rhodes
- The Voyage of the Beagle von Charles Darwin
- Voyages and Discoveries von Richard Hakluyt

### W
- Walden von Henry David Thoreau
- War and Peace von Leo Tolstoy
- The War in the Air von H. G. Wells
- The War of the Worlds von H. G. Wells
- The War with Hannibal (Books XXI-XXX) von Titus Livy
- Ward No. 6 and Other Stories, 1892–1895 von Anton Chekhov
- The Warden von Anthony Trollope
- Washington Square von Henry James
- The Waste Land and Other Poems von T. S. Eliot
- The Water-Babies von Charles Kingsley
- Waverley von Walter Scott
- The Way of All Flesh von Samuel Butler
- The Way of the World and Other Plays von William Congreve
- The Way We Live Now von Anthony Trollope
- The Wayward Bus von John Steinbeck
- We von Yevgeny Zamyatin
- The Wealth of Nations von Adam Smith
- A Week on the Concord and Merrimack Rivers von Henry David Thoreau
- The Well-Beloved von Thomas Hardy
- What Is Art? von Leo Tolstoy
- What Maisie Knew von Henry James
- Where Angels Fear to Tread von E. M. Forster
- White Jacket von Herman Melville
- Who Would Have Thought It? von María Amparo Ruíz de Burton
- Wieland and Memoirs of Carwin the Biloquist von Charles Brockden Brown
- The Wild Ass's Skin von Honoré de Balzac
- Winesburg, Ohio von Sherwood Anderson
- The Wings of the Dove von Henry James
- Winter in the Blood von James Welch
- The Winter of Our Discontent von John Steinbeck
- The Withered Arm and Other Stories von Thomas Hardy
- Wives and Daughters von Elizabeth Gaskell
- Wolf Willow von Wallace Stegner
- The Wolfman and Other Cases von Sigmund Freud
- The Woman in White von Wilkie Collins
- The Woman Who Rode Away and Other Stories von D. H. Lawrence
- Women in Love von D. H. Lawrence
- Women's Early American Historical Narratives
- Women's Indian Captivity Narratives
- The Women's War von Alexandre Dumas
- Wonderful Adventures of Mrs. Seacole in Many Lands von Mary Seacole
- The Wonderful World of Oz (The Wizard of Oz, The Emerald City of Oz, Glinda of Oz) von L. Frank Baum
- The Woodlanders von Thomas Hardy
- Work: A Story of Experience von Louisa May Alcott
- World of Wonders von Robertson Davies
- The Worst Journey in the World von Apsley Cherry-Garrard
- Wuthering Heights von Emily Brontë

### Y
- A Year in Thoreau's Journal von Henry David Thoreau
- Young Lonigan von James T. Farrell
- Youth, The End of the Tether von Joseph Conrad